# Ioquake3
ioquake3 — это игра на базе открытого исходного кода игры Quake III Arena версии 1.32b, с изменённым с целью улучшения движком id Tech 3. Для работы ioquake3 необходим несвободный файл данных из оригинальной игры — pak0.pk3. Остальные файлы данных, pak1.pk3, pak2.pk3 и другие, можно легально загрузить из Интернета (например, с официального сайта ioquake3), потому что эти файлы распространяются вместе с патчами к игре.
Геймплей оригинальной игры не изменён, изменения касаются только её движка, id Tech 3. Включение новых возможностей производится либо через правку конфигурационного файла, либо из консоли игры: оригинальное меню настроек не изменено. ioquake3 удалось запустить на большом количестве платформ, отличающихся от Windows/Linux/Mac OS X и x86/PowerPC. Для Linux-версии добавлена поддержка звуковой системы ALSA в дополнение к OSS, стоит также отметить добавление поддержки 64-битной сборки и её последующую оптимизацию. Но из открытого исходного кода Quake III Arena версии 1.32 исключена поддержка хуков для задействования PunkBuster, которая есть в закрытой версии игры. Поэтому заставить работать PunkBuster в ioquake3 нельзя, что мешает стать ioquake3 вариантом игры Quake III Arena де-факто для некоторых Linux-игроков. Сам PunkBuster несвободен и присутствует в проприетарной версии игры Quake III Arena.
На базе движка ioquake3 построены такие игры, как Urban Terror, OpenArena, World of Padman, Turtle Arena и Tremulous. В настоящее время программисты из сообщества открытого ПО переносят игру Return to Castle Wolfenstein на движок ioquake3. Эта игра основывается на игровом движке id Tech 3, исходный код которого был открыт уже после релиза Return to Castle Wolfenstein. Исходный код Return to Castle Wolfenstein был представлен общественности на конференции QuakeCon 2010 12 августа 2010 года.

## Изменения исходного кода
Текущая версия ioquake3 — 1.36, общий список изменений по сравнению с игрой Quake III Arena версии 1.32 от компании id Software примерно такой:
- Версии для новых платформ
- Возможность скачивания данных с HTTP и FTP серверов с помощью cURL
- Рендеринг звука средствами OpenAL позволяет формировать объёмный звук (поддерживается 5.1 и 7.1), кроме того, качество звука улучшено
- Поддержка воспроизведения Ogg Vorbis
- Поддержка VoIP в игровом движке, при этом в качестве опции доступна возможность определения месторасположения игрока с помощью приложения Mumble
- Поддержка IPv6
- Возможность использования сервера SDL одновременно с OpenGL для управления окном игры и устройствами ввода. Это дало возможность облегчить портирование игры на новые платформы
- Стереоизображение для обладателей специальных очков (поддерживается Анаглиф)
- Полная поддержка x86-64, включающая в себя оптимизацию кода игры под новые процессорные инструкции
- Переписан компилятор PowerPC JIT, реализована поддержка архитектуры ppc64
- Новый компилятор SPARC JIT он поддерживает как sparc32, так и sparc64
- Поддержка компиляции в MinGW — кросскомпиляции Windows-версии из Linux
- Автодополнение команд в консоли игры
- История команд в консоли, включённая по умолчанию
- Утилиты QVM (Quake Virtual Machine, Виртуальная машина Quake)
- Поддержка разного цвета в текстовом выводе для POSIX-совместимых операционных систем
- Поддержка системы GUID
- Поддержка нескольких пользователей в Windows-версии игры (теперь конфигурационные файлы сохраняются в каталогах Application Data пользователей)
- Поддержка текстур в формате PNG
- Множество небольших исправлений и дополнений